# Manuel Fontán
Manuel Fontán Señorans (Pontevedra, 14 de abril de 2001) es un deportista español que compite en piragüismo en la modalidad de aguas tranquilas.
Ganó tres medallas en el Campeonato Mundial de Piragüismo entre los años 2022 y 2024, y una medalla de bronce en el Campeonato Europeo de Piragüismo de 2024.

## Palmarés internacional
| Campeonato Mundial | Campeonato Mundial      | Campeonato Mundial | Campeonato Mundial |
| Año                | Lugar                   | Medalla            | Competición        |
| ------------------ | ----------------------- | ------------------ | ------------------ |
| 2022               | Halifax (Canadá)        | Medalla de oro     | C4 500 m           |
| 2023               | Duisburgo (Alemania)    | Medalla de oro     | C4 500 m           |
| 2024               | Samarcanda (Uzbekistán) | Medalla de bronce  | C4 500 m mixto     |
| Campeonato Europeo |                         |                    |                    |
| Año                | Lugar                   | Medalla            | Competición        |
| 2024               | Szeged (Hungría)        | Medalla de bronce  | C2 200 m           |